# Deer Valley
Deer Valley è una stazione sciistica statunitense situata nello Utah. La località si trova sui Monti Wasatch, nella Contea di Summit, 58 km a est di Salt Lake City e fa parte della città di Park City. Nota per i suoi servizi di lusso è classificata tra le migliori località sciistiche del Nord America.

## Caratteristiche
Deer Valley è una località molto conosciuta e tra le migliori del Nord America, nota per i suoi servizi di lusso e per il benessere che garantisce a chi vi soggiorna.
Per evitare sovraffollamento il resort limita la vendita di biglietti a 7500 al giorno, la capacità totale dei suoi impianti di risalita è di 50470 sciatori all'ora, circa il 50% superiore a quelle degli altri impianti del Wasatch. Deer Valley dispone di 21 seggiovie ad agganciamento automatico e di una cabinovia, oltre a 5 seggiovie triple, 3 seggiovie doppie e 4 tapis roulant. Sono presenti circa 103 km di piste sciistiche, di cui io 28 km di piste facili, 42 km di piste medie e 33 km di piste difficili, con la discesa più lunga di 4,5 km. Le piste si articolano su un dislivello di 920 m, dai 2920 m s.l.m. del punto più alto, ai 2000 m s.l.m. del punto più basso, per un'area sciabile di circa 2026 acri. L'accumulo nevoso annuo è di circa 760 cm, inoltre la località dispone di più di 660 acri di territorio sciabile innevabile artificialmente.